# Prucaloprid
Prucalopridul (cu denumirea comercială Resolor) este un medicament ce acționează ca agonist al receptorilor 5-HT4, fiind utilizat în tratamentul constipației. Calea de administrare disponibilă este cea orală.

## Utilizări medicale
Prucalopridul este indicat în tratamentul simptomatic al constipației cronice la adulții la care laxativele nu au determinat o ameliorare corespunzătoare a simptomelor. Prezintă un efect de normalizare a peristaltismului intestinal.